# 4. etape af Vuelta a España 2021
4. etape af Vuelta a España 2021 er en 163,6 km lang flad etape, som køres den 17. august 2021 med start i El Burgo de Osma-Ciudad de Osma og mål i Molina de Aragón.

## Resultater

### Etaperesultat
| \| Etaperesultat \| Etaperesultat \| Etaperesultat \| Etaperesultat \| Etaperesultat \| \| Rytter \| Rytter \| Hold \| Tid \| \| \| ------------- \| ---------------- \| ---------------------------------- \| ------------- \| ------------- \| \| 1. \| Fabio Jakobsen \| Deceuninck-Quick Step \| 3t 43' 07" \| \| \| 2. \| Arnaud Démare \| Groupama-FDJ \| + 0" \| \| \| 3. \| Magnus Cort \| EF Education-Nippo \| + 0" \| \| \| 4. \| Alberto Dainese \| Team DSM \| + 0" \| \| \| 5. \| Michael Matthews \| BikeExchange \| + 0" \| \| \| 6. \| Piet Allegaert \| Cofidis \| + 0" \| \| \| 7. \| Jordi Meeus \| Bora-Hansgrohe \| + 0" \| \| \| 8. \| Matteo Trentin \| UAE Team Emirates \| + 0" \| \| \| 9. \| Jasper Philipsen \| Alpecin-Fenix \| + 0" \| \| \| 10. \| Riccardo Minali \| Intermarché-Wanty-Gobert Matériaux \| + 0" \| \| |                  |                                    |            |
| |                  |                                    |            |
| Kilde: ProCyclingStats |                  |                                    |            |
| Etaperesultat |                  |                                    |            |
| Rytter | Rytter           | Hold                               | Tid        |
| 1. | Fabio Jakobsen   | Deceuninck-Quick Step              | 3t 43' 07" |
| 2. | Arnaud Démare    | Groupama-FDJ                       | + 0"       |
| 3. | Magnus Cort      | EF Education-Nippo                 | + 0"       |
| 4. | Alberto Dainese  | Team DSM                           | + 0"       |
| 5. | Michael Matthews | BikeExchange                       | + 0"       |
| 6. | Piet Allegaert   | Cofidis                            | + 0"       |
| 7. | Jordi Meeus      | Bora-Hansgrohe                     | + 0"       |
| 8. | Matteo Trentin   | UAE Team Emirates                  | + 0"       |
| 9. | Jasper Philipsen | Alpecin-Fenix                      | + 0"       |
| 10. | Riccardo Minali  | Intermarché-Wanty-Gobert Matériaux | + 0"       |

### Klassement efter etapen
| \| Samlede stilling \| Samlede stilling \| Samlede stilling \| Samlede stilling \| Samlede stilling \| \| Rytter \| Rytter \| Hold \| Tid \| \| \| ---------------- \| ------------------ \| ---------------------------------- \| ---------------- \| ---------------- \| \| 1. \| Rein Taaramäe \| Intermarché-Wanty-Gobert Matériaux \| 13t 08' 51" \| \| \| 2. \| Kenny Elissonde \| Trek-Segafredo \| + 25" \| \| \| 3. \| Primož Roglič \| Jumbo-Visma \| + 30" \| \| \| 4. \| Lilian Calmejane \| AG2R Citroën Team \| + 35" \| \| \| 5. \| Enric Mas \| Movistar Team \| + 45" \| \| \| 6. \| Miguel Ángel López \| Movistar Team \| + 51" \| \| \| 7. \| Alejandro Valverde \| Movistar Team \| + 57" \| \| \| 8. \| Giulio Ciccone \| Trek-Segafredo \| + 57" \| \| \| 9. \| Egan Bernal \| Ineos Grenadiers \| + 57" \| \| \| 10. \| Mikel Landa \| Bahrain Victorious \| + 1' 09" \| \| |                    |                                    |             |
| |                    |                                    |             |
| Kilde: ProCyclingStats |                    |                                    |             |
| Samlede stilling |                    |                                    |             |
| Rytter | Rytter             | Hold                               | Tid         |
| 1. | Rein Taaramäe      | Intermarché-Wanty-Gobert Matériaux | 13t 08' 51" |
| 2. | Kenny Elissonde    | Trek-Segafredo                     | + 25"       |
| 3. | Primož Roglič      | Jumbo-Visma                        | + 30"       |
| 4. | Lilian Calmejane   | AG2R Citroën Team                  | + 35"       |
| 5. | Enric Mas          | Movistar Team                      | + 45"       |
| 6. | Miguel Ángel López | Movistar Team                      | + 51"       |
| 7. | Alejandro Valverde | Movistar Team                      | + 57"       |
| 8. | Giulio Ciccone     | Trek-Segafredo                     | + 57"       |
| 9. | Egan Bernal        | Ineos Grenadiers                   | + 57"       |
| 10. | Mikel Landa        | Bahrain Victorious                 | + 1' 09"    |

| Pointkonkurrence | Pointkonkurrence | Pointkonkurrence                   | Pointkonkurrence | Pointkonkurrence |
| Rytter           | Rytter           | Hold                               | Point            |                  |
| ---------------- | ---------------- | ---------------------------------- | ---------------- | ---------------- |
| 1.               | Fabio Jakobsen   | Deceuninck-Quick Step              | 100 point        |                  |
| 2.               | Jasper Philipsen | Alpecin-Fenix                      | 68 point         |                  |
| 3.               | Alex Aranburu    | Astana-Premier Tech                | 50 point         |                  |
| 4.               | Michael Matthews | BikeExchange                       | 43 point         |                  |
| 5.               | Rein Taaramäe    | Intermarché-Wanty-Gobert Matériaux | 33 point         |                  |
| 6.               | Arnaud Démare    | Groupama-FDJ                       | 33 point         |                  |
| 7.               | Lilian Calmejane | AG2R Citroën Team                  | 30 point         |                  |
| 8.               | Primož Roglič    | Jumbo-Visma                        | 29 point         |                  |
| 9.               | Alberto Dainese  | Team DSM                           | 23 point         |                  |
| 10.              | Piet Allegaert   | Cofidis                            | 21 point         |                  |

| Pointkonkurrence | Pointkonkurrence | Pointkonkurrence                   | Pointkonkurrence | Pointkonkurrence |
| Rytter           | Rytter           | Hold                               | Point            |                  |
| ---------------- | ---------------- | ---------------------------------- | ---------------- | ---------------- |
| 1.               | Fabio Jakobsen   | Deceuninck-Quick Step              | 100 point        |                  |
| 2.               | Jasper Philipsen | Alpecin-Fenix                      | 68 point         |                  |
| 3.               | Alex Aranburu    | Astana-Premier Tech                | 50 point         |                  |
| 4.               | Michael Matthews | BikeExchange                       | 43 point         |                  |
| 5.               | Rein Taaramäe    | Intermarché-Wanty-Gobert Matériaux | 33 point         |                  |
| 6.               | Arnaud Démare    | Groupama-FDJ                       | 33 point         |                  |
| 7.               | Lilian Calmejane | AG2R Citroën Team                  | 30 point         |                  |
| 8.               | Primož Roglič    | Jumbo-Visma                        | 29 point         |                  |
| 9.               | Alberto Dainese  | Team DSM                           | 23 point         |                  |
| 10.              | Piet Allegaert   | Cofidis                            | 21 point         |                  |

| Bjergkonkurrence | Bjergkonkurrence   | Bjergkonkurrence                   | Bjergkonkurrence | Bjergkonkurrence |
| Rytter           | Rytter             | Hold                               | Point            |                  |
| ---------------- | ------------------ | ---------------------------------- | ---------------- | ---------------- |
| 1.               | Rein Taaramäe      | Intermarché-Wanty-Gobert Matériaux | 10 point         |                  |
| 2.               | Kenny Elissonde    | Trek-Segafredo                     | 7 point          |                  |
| 3.               | Joe Dombrowski     | UAE Team Emirates                  | 6 point          |                  |
| 4.               | Tobias Bayer       | Alpecin-Fenix                      | 5 point          |                  |
| 5.               | Sepp Kuss          | Jumbo-Visma                        | 3 point          |                  |
| 6.               | Lilian Calmejane   | AG2R Citroën Team                  | 3 point          |                  |
| 7.               | Antonio Jesús Soto | Euskaltel-Euskadi                  | 3 point          |                  |
| 8.               | Sep Vanmarcke      | Israel Start-Up Nation             | 2 point          |                  |
| 9.               | Enric Mas          | Movistar Team                      | 1 point          |                  |
| 10.              | Rui Oliveira       | UAE Team Emirates                  | 1 point          |                  |

| Bjergkonkurrence | Bjergkonkurrence   | Bjergkonkurrence                   | Bjergkonkurrence | Bjergkonkurrence |
| Rytter           | Rytter             | Hold                               | Point            |                  |
| ---------------- | ------------------ | ---------------------------------- | ---------------- | ---------------- |
| 1.               | Rein Taaramäe      | Intermarché-Wanty-Gobert Matériaux | 10 point         |                  |
| 2.               | Kenny Elissonde    | Trek-Segafredo                     | 7 point          |                  |
| 3.               | Joe Dombrowski     | UAE Team Emirates                  | 6 point          |                  |
| 4.               | Tobias Bayer       | Alpecin-Fenix                      | 5 point          |                  |
| 5.               | Sepp Kuss          | Jumbo-Visma                        | 3 point          |                  |
| 6.               | Lilian Calmejane   | AG2R Citroën Team                  | 3 point          |                  |
| 7.               | Antonio Jesús Soto | Euskaltel-Euskadi                  | 3 point          |                  |
| 8.               | Sep Vanmarcke      | Israel Start-Up Nation             | 2 point          |                  |
| 9.               | Enric Mas          | Movistar Team                      | 1 point          |                  |
| 10.              | Rui Oliveira       | UAE Team Emirates                  | 1 point          |                  |

| Ungdomskonkurrence | Ungdomskonkurrence       | Ungdomskonkurrence     | Ungdomskonkurrence | Ungdomskonkurrence |
| Rytter             | Rytter                   | Hold                   | Tid                |                    |
| ------------------ | ------------------------ | ---------------------- | ------------------ | ------------------ |
| 1.                 | Egan Bernal              | Ineos Grenadiers       | 13t 09' 48"        |                    |
| 2.                 | Gino Mäder               | Bahrain Victorious     | + 13"              |                    |
| 3.                 | Aleksandr Vlasov         | Astana-Premier Tech    | + 16"              |                    |
| 4.                 | Rémy Rochas              | Cofidis                | + 54"              |                    |
| 5.                 | Juan Pedro López         | Trek-Segafredo         | + 59"              |                    |
| 6.                 | Simon Carr               | EF Education-Nippo     | + 1' 02"           |                    |
| 7.                 | Tobias Bayer             | Alpecin-Fenix          | + 1' 12"           |                    |
| 8.                 | Mark Padun               | Bahrain Victorious     | + 1' 13"           |                    |
| 9.                 | Jefferson Alveiro Cepeda | Caja Rural-Seguros RGA | + 1' 41"           |                    |
| 10.                | Clément Champoussin      | AG2R Citroën Team      | + 1' 44"           |                    |

| Ungdomskonkurrence | Ungdomskonkurrence       | Ungdomskonkurrence     | Ungdomskonkurrence | Ungdomskonkurrence |
| Rytter             | Rytter                   | Hold                   | Tid                |                    |
| ------------------ | ------------------------ | ---------------------- | ------------------ | ------------------ |
| 1.                 | Egan Bernal              | Ineos Grenadiers       | 13t 09' 48"        |                    |
| 2.                 | Gino Mäder               | Bahrain Victorious     | + 13"              |                    |
| 3.                 | Aleksandr Vlasov         | Astana-Premier Tech    | + 16"              |                    |
| 4.                 | Rémy Rochas              | Cofidis                | + 54"              |                    |
| 5.                 | Juan Pedro López         | Trek-Segafredo         | + 59"              |                    |
| 6.                 | Simon Carr               | EF Education-Nippo     | + 1' 02"           |                    |
| 7.                 | Tobias Bayer             | Alpecin-Fenix          | + 1' 12"           |                    |
| 8.                 | Mark Padun               | Bahrain Victorious     | + 1' 13"           |                    |
| 9.                 | Jefferson Alveiro Cepeda | Caja Rural-Seguros RGA | + 1' 41"           |                    |
| 10.                | Clément Champoussin      | AG2R Citroën Team      | + 1' 44"           |                    |

| Holdkonkurrence | Holdkonkurrence                    | Holdkonkurrence | Holdkonkurrence |
| Hold            | Hold                               | Tid             |                 |
| --------------- | ---------------------------------- | --------------- | --------------- |
| 1.              | UAE Team Emirates                  | 39t 28' 41"     |                 |
| 2.              | Movistar Team                      | + 22"           |                 |
| 3.              | Bahrain Victorious                 | + 50"           |                 |
| 4.              | Trek-Segafredo                     | + 1' 14"        |                 |
| 5.              | Ineos Grenadiers                   | + 1' 15"        |                 |
| 6.              | Intermarché-Wanty-Gobert Matériaux | + 2' 26"        |                 |
| 7.              | AG2R Citroën Team                  | + 2' 33"        |                 |
| 8.              | Team DSM                           | + 2' 52"        |                 |
| 9.              | EF Education-Nippo                 | + 3' 35"        |                 |
| 10.             | Jumbo-Visma                        | + 3' 49"        |                 |

| Holdkonkurrence | Holdkonkurrence                    | Holdkonkurrence | Holdkonkurrence |
| Hold            | Hold                               | Tid             |                 |
| --------------- | ---------------------------------- | --------------- | --------------- |
| 1.              | UAE Team Emirates                  | 39t 28' 41"     |                 |
| 2.              | Movistar Team                      | + 22"           |                 |
| 3.              | Bahrain Victorious                 | + 50"           |                 |
| 4.              | Trek-Segafredo                     | + 1' 14"        |                 |
| 5.              | Ineos Grenadiers                   | + 1' 15"        |                 |
| 6.              | Intermarché-Wanty-Gobert Matériaux | + 2' 26"        |                 |
| 7.              | AG2R Citroën Team                  | + 2' 33"        |                 |
| 8.              | Team DSM                           | + 2' 52"        |                 |
| 9.              | EF Education-Nippo                 | + 3' 35"        |                 |
| 10.             | Jumbo-Visma                        | + 3' 49"        |                 |